# Sencalang
Sencalang is een bestuurslaag in het regentschap Indragiri Hilir van de provincie Riau, Indonesië. Sencalang telt 6355 inwoners (volkstelling 2010).